# Forest - I See You Everywhere
 (mai 2021).
Si vous disposez d'ouvrages ou d'articles de référence ou si vous connaissez des sites web de qualité traitant du thème abordé ici, merci de compléter l'article en donnant les références utiles à sa vérifiabilité et en les liant à la section « Notes et références ».
Pour plus de détails, voir Fiche technique et Distribution.
Forest - I See You Everywhere (Rengeteg - mindenhol látlak) est un film hongrois réalisé par Benedek Fliegauf et sorti en 2021.
Il est présenté à la Berlinale 2021.

## Synopsis
Le film est composé de plusieurs histoires parallèles de personnes vivant à Budapest. Il présente 7 personnages, chacun avec des doutes et des questions existentielles. Les histoires paraissent indépendantes, mais se rejoignent au niveau de leurs thématiques (la mort et la confrontation relationnelle) et de leur construction sous forme de boucle inéluctable. 

## Fiche technique
- Titre original : Rengeteg - mindenhol látlak
- Titre français : Forest - I See You Everywhere
- Réalisation et scénario : Benedek Fliegauf
- Photographie : Mátyás Gyuricza et Ákos Nyoszoli
- Montage : Terence Gábor Gelencsér
- Pays d'origine : Hongrie
- Format : Couleurs - 35 mm
- Genre : drame
- Durée : 112 minutes
- Date de sortie :
  - Allemagne : 3 mars 2021 (Berlinale 2021)

## Distribution[3]
- Juli Jakab :
- Laszlo Cziffer :
- Lilla Kizlinger :
- Zsolt Végh :
- István Lénárt :
- Eszter Balla :
- Natasa Kovalik :
- Ági Gubik :
- Mihály Vig :
- Felicián Keresztes :
- Eliza Sodró :
- Terence Gábor Gelencsér :
- János Fliegauf :
- Péter Fancsikai :
- Zoltán Pintér :
- Laura Podlovics :

## Distinction
- Berlinale 2021 : Ours d'argent de la meilleure performance de second rôle pour Lilla Kizlinger[4]